# 2114-es mellékút (Magyarország)
A 2114-es számú mellékút egy 12,6 kilométer hosszú, négy számjegyű mellékút Nógrád vármegyében.

## Nyomvonala
A 2-es főútból ágazik ki, annak a 48+700-as kilométerszelvénye közelében, Nőtincs és Berkenye határvonalán. Berkenyét ennél jobban nem is érinti, Nőtincs területén folytatódik, eleinte keleti irányban. 2 kilométer után éri el e község első házait, majd 3 kilométer körül annak központját. A falu keleti végén keresztezi a Lókos-patakot, majd párhuzamosan haladnak tovább kelet-délkelet felé.
5,3 kilométer után északkeletről beletorkollik a 21 125-ös út, nem sokkal annak negyedik kilométere után (ez Felsőpetény legfontosabb megközelítési útvonala), ugyanott az út ismét keresztezi a Lókos-patakot, amely itt észak felé fordul, és így szétválnak egymástól. Innen az út délkelet felé veszi az irányt; Ősagárd a következő települése, amit 8 kilométer után ér el, a 9. kilométere pedig már a falu keleti széle közelében található. A falu előtt egy szakaszon a tőle északra húzódó Bogárdi-patak közelében halad, majd Ősagárd központjában a Sinkár-patak szegődik mellé.
Keszeg központjában ér véget, a 12+608-as kilométerszelvénye közelében, beletorkollva a 2107-es útba, annak a 4+100-as kilométerszelvénye táján. Innen a 2107-es tulajdonképpen a 2114-es egyenes folytatásaként halad tovább kelet felé, Alsópetény és Nézsa határszéléig.